# Карман, Мехмут Шевкет
Мехмут Шевкет Карман (тур. Mehmut Şevket Karman; 16 мая 1912, Трабзон — 3 октября 1989, Борнова, Измир) — турецкий лыжник и горнолыжник. Участник зимних Олимпийских игр 1936 года.

## Биография
Мехмут Шевкет Карман родился 16 мая 1912 года в османском городе Трабзон (сейчас в Турции).
Учился в Анкарском университете.
В 1936 году вошёл в состав сборной Турции на зимних Олимпийских играх в Гармиш-Партенкирхене. В лыжных гонках на дистанции 18 км занял последнее, 72-е место с результатом 2 часа 9 минут 36 секунды и уступив 54 минуты 58 секунд завоевавшему золото Эрику Ларссону из Швеции. В эстафете 4х10 км сборная Турции, за которую также выступали Решат Эрджеш, Садри Эркылыч и Джемаль Тигин, не завершила выступление — Карман сошёл с дистанции на последнем этапе. В горнолыжном спорте в комбинации не завершил выступление: показав в скоростном спуске 59-й результат, в слаломе сошёл с дистанции. Был знаменосцем сборной Турции на церемонии открытия Олимпиады.
Умер 3 октября 1989 года в районе Борнова турецкого города Измир.